# Elminia albonotata
Azulinho-de-cauda-branca ou papa-moscas-de-poupa-de-rabo-branco (Elminia albonotata) é uma espécie de ave da família Stenostiridae.
Pode ser encontrada nos seguintes países: Burundi, República Democrática do Congo, Etiópia, Quénia, Malawi, Moçambique, Ruanda, Tanzânia, Uganda, Zâmbia e Zimbabwe.
Os seus habitats naturais são: regiões subtropicais ou tropicais húmidas de alta altitude e matagal húmido tropical ou subtropical.